# Nord-Gudbrandsdal tingrett
Nord-Gudbrandsdal tingrett is een tingrett (kantongerecht) in de Noorse fylke Innlandet. Het gerecht is gevestigd in Vågå.  
Het gerechtsgebied omvat de gemeenten Dovre, Lesja, Lom, Nord-Fron, Sel, Skjåk en Vågå. Nord-Gudbrandsdal maakt deel uit van het ressort van Eidsivating lagmannsrett. In zaken waarbij beroep is ingesteld tegen een uitspraak van Nord-Gudbrandsdal zal de zitting van het lagmannsrett meestal worden gehouden in Lillehammer.